# Eriosoma moriokense
Eriosoma moriokense är en insektsart. Eriosoma moriokense ingår i släktet Eriosoma och familjen långrörsbladlöss. Inga underarter finns listade i Catalogue of Life.